# Ford Falcon (Austrália)
O Ford Falcon é um automóvel de grande porte que foi fabricado pela Ford Austrália de 1960 a 2016. Da série XA de 1972 em diante, cada Falcon e uma gama de derivados foram projetados, desenvolvidos e construídos na Austrália, após a eliminação gradual de o Falcon de influência americana de 1960 a 1971, que foi reprojetado localmente como a série XK a XY para as condições australianas mais severas. O modelo Ford Fairmont orientado para o luxo juntou-se à gama a partir de 1965. Versões derivadas de longa distância entre eixos luxuosas chamadas Ford Fairlane e LTD chegaram em 1967 e 1973, respectivamente, com a produção terminando em 2007.
Mais de 3.000.000 Ford Falcon e seus derivados foram fabricados em sete gerações até 2016, quase exclusivamente na Austrália e Nova Zelândia, mas também na África do Sul e em alguns mercados asiáticos RHD. Junto com seu rival australiano mais próximo, o Holden Commodore, o Falcon já dominou as frotas de táxis na Austrália e na Nova Zelândia, bem como viaturas policiais e frotas de empresas.
Em sua última encarnação como a série FG X, o estilo de carroceria da linha Falcon consistia em estilos de carroceria sedã e picape. Variantes de luxo do atual modelo Falcon, conhecidas coletivamente como Série G, foram comercializadas como Ford G6, G6 E e G6 E Turbo, que substituíram os antigos modelos Fairmont e Fairmont Ghia. Anteriormente, a gama Falcon também incluía um cupê, furgão e perua (respectivamente até 1978, 1999 e 2010), bem como a variante Futura. A plataforma Falcon também gerou modelos de luxo, como o cupê Landau e os sedãs Fairlane e LTD de longa distância entre eixos.
Em maio de 2013, a Ford Australia anunciou o fim da produção local, que consistia no Falcon e no SUV crossover Territory, em outubro de 2016. Esta decisão foi atribuída ao plano de desenvolvimento de produto "One Ford" da Ford Motor Company, introduzido em 2008 para racionalizar sua alcance global. Sob este plano, os substitutos indiretos do Falcon são o Mondeo de quarta geração da Europa e o Mustang de sexta geração da América do Norte, este último para manter a herança V8 australiana da Ford. O último Ford Falcon, um XR6 azul, saiu da linha de produção em 7 de outubro de 2016.

## Galeria
- Primeira geração (1960-1966)
- Segunda geração (1966-1972)
- Terceira geração (1972-1979)
- Quarta geração (1979-1988)
- Quinta geração (1988-1998)
- Sexta geração (1998-2008)
- Sexta geração (2008-2016)